# Solomon P. Sharp
Solomon Porcius Sharp (Abingdon, 22 de agosto de 1787 – Frankfort, 7 de novembro de 1825) foi um advogado e político americano que trabalhava como procurador-geral de Kentucky e membro do Congresso dos Estados Unidos e da Assembleia Geral de Kentucky. Seu assassinato cometido por Jereboam O. Beauchamp em 1825 é conhecido como a Tragédia de Beauchamp-Sharp ou "A Tragédia de Kentucky".
Sharp começou sua carreira política representando o Condado de Warren, na Câmara dos Representantes de Kentucky. Trabalhou brevemente durante a Guerra Anglo-Americana de 1812, depois voltou para Kentucky e foi eleito para a Câmara dos Representantes dos Estados Unidos em 1813. Foi reeleito para um segundo mandato, embora seu apoio a um projeto de lei controverso sobre os salários dos legisladores tenha custado sua cadeira em 1816. Aliado ao partido Relief Party, voltou para a Casa de Kentucky em 1817; em 1821, aceitou a nomeação do governador John Adair para o cargo de procurador-geral de Kentucky. O sucessor de Adair, Joseph Desha, o renomeou para esta posição. Em 1825, Sharp renunciou ao cargo de procurador-geral para retornar ao Kentucky House.
Em 1820, surgiram rumores de que Sharp era pai de um filho bastardo natimorto com Anna Cooke, filha de um fazendeiro. Sharp negou a acusação e os efeitos políticos imediatos foram mínimos. Quando as acusações foram repetidas durante a campanha de Sharp para a Assembleia Geral de 1825, os oponentes divulgaram a alegação de que a criança era mulata. Se Sharp fez tal afirmação, ou se foi um boato iniciado por seus inimigos políticos, permanece a dúvida. Jereboam Beauchamp, que se casou com Cooke em 1824, vingou a honra de sua esposa esfaqueando Sharp mortalmente em sua casa na manhã de 7 de novembro de 1825. O assassinato de Sharp inspirou obras de ficção, principalmente a peça inacabada de Edgar Allan Poe, Politian, e o romance de Robert Penn Warren, World Enough and Time (1950).

## Vida pessoal
Solomon Sharp nasceu em 22 de agosto de 1787, em Abingdon, no Condado de Washington, em Virgínia. Ele era a quinta criança e terceiro filho do capitão Thomas e Jean (Maxwell) Sharp, uma escocesa. Pela árvore genealógica, era tataraneto de John Sharp, arcebispo de York. Seu pai, Thomas Sharp, era um veterano da Guerra Revolucionária, participando da Batalha de King's Mountain. A família mudou-se brevemente para a área perto de Nashville, em Tennessee; e para a Carolina do Norte, antes de morar permanentemente por volta de 1795 em Russellville, no Condado de Logan, onde viviam em uma cabana de toras perto do rio Muddy.
Sharp "[frequentou intermitentemente] uma das academias do condado de Logan" durante sua infância; as escolas do condado de Logan eram primitivas na época. Como esteve atento na leitura dos textos jurídicos, ingressou na ordem dos advogados em 1806. Posteriormente, abriu um consultório em Russellville, mas logo se mudou para a sede mais movimentada do Condado de Warren em Bowling Green, que tinha 154 residentes em 1810. Ele se engajava na especulação financeira de terras, às vezes em parceria com seu irmão, Dr. Leander Sharp.

### Casamento e família
Depois de se estabilizar profissionalmente, em 17 de dezembro de 1818, Sharp, aos 31 anos, casou-se com Eliza T. Scott, filha de um médico que trabalhou como oficial na Guerra de 1812. Ela era de Frankfort e estava acima de seu marido na posição social. Ambos tiveram três filhos juntos. Posteriormente, transferiu-se com a família para a capital do estado de Frankfort em 1820 para iniciar sua carreira política.

## Carreira política
Em 1809, Sharp foi eleito para representar o Condado de Warren na Câmara dos Deputados de Kentucky. Durante seu mandato, apoiou a eleição legislativa de Henry Clay para o Senado dos Estados Unidos, a criação de uma loteria estadual, além de uma academia no Condado de Barren. Esteve em vários comitês e, por um tempo, atuou como presidente interino da casa durante a segunda sessão da Assembleia Geral. Sua reeleição ocorreu em 1810 e 1811. Durante a sessão de 1811, Sharp trabalhou com Benjamin Hardin para garantir a aprovação de um projeto de lei para garantir que oficiais do estado e advogados não se envolvessem em duelos. Além disso, também se opôs a uma medida que permitia um tratamento mais severo aos escravos.
O serviço político de Sharp foi interrompido pela Guerra Anglo-Americana de 1812. Em 18 de setembro de 1812, se alistou como soldado raso na milícia de Kentucky, servindo sob o comando do tenente-coronel Young Ewing. Doze dias depois, em rápida ascensão até para a milícia, foi promovido a major e passou a integrar o quadro de Ewing. A unidade de Ewing foi colocada sob o comando do general, Samuel Hopkins, durante sua expedição ineficaz contra o Shawnee. No total, a expedição durou quarenta e dois dias e nunca enfrentou o inimigo. Sharp reconheceu o valor de um registro de serviço militar na política de Kentucky, no entanto; acabou sendo promovido ao posto de coronel.

### Representante dos Estados Unidos
Em 1812, Sharp foi eleito para o Décimo Terceiro Congresso como membro da Câmara dos Representantes dos Estados Unidos e ocupou seu cargo aos 25 anos, o mínimo para a eleição. Alinhando-se com o chamado falcão da guerra, defendeu a decisão do presidente James Madison para liderar o país na guerra e apoiou uma proposta de oferecer 100 acres (0.156 sq mi; 0.405 km2) de terra para qualquer desertor britânico. Sharp também "[denunciou apaixonadamente] a obstrução federalista do esforço de guerra". Em um discurso em 8 de abril de 1813, se opôs à indenização para os fraudados no escândalo da terra Yazoo no Mississippi. Aliou-se a John C. Calhoun, da Carolina do Sul, em apoio ao Segundo Banco dos Estados Unidos.
Sharp foi reeleito para o Décimo Quarto Congresso, durante o qual atuou como presidente do Comitê de Reivindicações de Terras Privadas. Apoiou a polêmica Lei de Compensação de 1816 patrocinada pelo colega Kentuckiano Richard Mentor Johnson. A medida, que pagava aos congressistas um salário fixo em vez de pagá-los diariamente pelos dias em que estavam em sessão, era impopular entre os eleitores de seu distrito. Quando a próxima sessão do Congresso foi aberta em dezembro de 1816, Sharp reverteu sua posição e votou pela revogação da lei, mas o estrago já estava feito, uma vez que perdeu sua cadeira na Câmara nas eleições posteriores.
Em 1817, Sharp foi novamente eleito para a Câmara dos Representantes de Kentucky. Durante seu mandato, apoiou medidas de melhorias internas, mas se opôs à criação de um conselho estadual de saúde e à proposta de abrir as terras devolutas do estado para viúvas e órfãos de soldados mortos na Guerra de 1812. Mais notavelmente, apoiou a criação de 46 novos bancos no estado e propôs um imposto sobre as agências do Banco dos Estados Unidos nas cidades de Lexington e Louisville.

### Acusações de filho bastardo

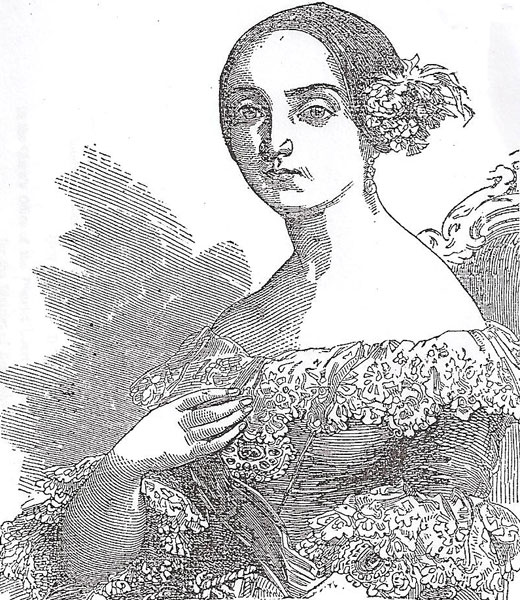
Gravura de Anna Cooke

Em maio ou junho de 1820, Anna Cooke, filha solteira de um fazendeiro de quase 30 anos, afirmou que Sharp era o pai de seu filho bastardo; Sharp negou sua afirmação. Dizia-se que a criança natimorta tinha pele escura, e alguns especularam que era um mulato, com um pai negro. Após a morte de seu pai e a venda de sua plantação no condado de Fairfax, na Virgínia, Cooke mudou-se com sua mãe e irmãos para o condado de Warren entre 1805 e 1810, quando ela pode ter conhecido Sharp. Além de perder a criança, Cooke sofreu a morte de três de seus cinco irmãos entre 1818 e 1821.
O escândalo logo diminuiu para Sharp, já que Anna tinha a reputação de "uma livre-pensadora, leitora de ficção romântica e libertina". Embora os oponentes políticos de Sharp continuassem a chamar a atenção para seu suposto filho em campanhas futuras, sua reputação permaneceu praticamente imaculada.

### Procurador-geral de Kentucky
Em 1821, Sharp iniciou uma campanha para uma cadeira no Senado de Kentucky. Seu oponente, o advogado John U. Waring, era um homem notavelmente violento e contencioso, frequentemente no tribunal por causa de altercações; em 1835, atirou e matou o advogado Samuel Q. Richardson.
Waring enviou duas cartas ameaçadoras a Sharp e, em 18 de junho de 1821, publicou um folheto atacando o personagem de Sharp. Cinco dias depois, Sharp parou de fazer campanha para a cadeira no Senado. Aceitou uma nomeação do governador John Adair para o cargo de procurador-geral de Kentucky. A indicação de Sharp foi unanimemente confirmada pela legislatura em 30 de outubro de 1821.
Sharp assumiu o cargo em um momento crítico da história de Kentucky. Ainda se recuperando do pânico financeiro de 1819, os políticos estaduais se dividiram em dois campos: aqueles que apoiavam a legislação favorável aos devedores (o Relief Party) e aqueles que favoreciam a proteção dos credores (normalmente chamados de Anti-Reliefers). Sharp se identificou com o Relief Party, assim como o governador Adair.
Na eleição presidencial de 1824, Sharp afastou parte de seu eleitorado ao apoiar seu ex-colega da Câmara John C. Calhoun, em vez do filho favorito de Kentucky, Henry Clay. Quando ficou claro que a oferta de Calhoun fracassaria, Sharp deu seu apoio a Andrew Jackson. Trabalhou como secretário de uma reunião de apoiadores de Jackson em Frankfort em 2 de outubro de 1824.
Depois que o mandato do governador Adair encerrou em 1825, foi sucedido por outro membro do Partido Anti-Relief, o general Joseph Desha. Desha e Sharp foram colegas no Congresso, e Desha escolheu novamente Sharp como procurador-geral. A facção Relief na legislatura aprovou várias medidas favoráveis aos devedores, mas o Tribunal de Apelações de Kentucky considerou como inconstitucionais. Incapazes de reunir os votos para remover os juízes hostis do Tribunal de Apelações, os membros da Relief Party, na Assembleia Geral, aprovaram uma legislação para abolir todo o tribunal e criar um novo, que o governador Desha prontamente abasteceu com juízes simpáticos. Por um tempo, dois tribunais reivindicaram autoridade como tribunal de último recurso de Kentucky; este período foi referido como a controvérsia Old Court-New Court.
O papel de Sharp no plano do Relief Party de abolir o antigo tribunal e substituí-lo por um novo tribunal mais favorável não é verídico. Os historiadores acreditam em seu envolvimento no caso, uma vez que tratava-se do principal consultor jurídico do governo. Além disso, é conhecido por ter emitido a ordem para o antigo escrivão do tribunal, Achilles Sneed, entregar seus registros ao novo escrivão do tribunal, Francis P. Blair. Ao praticar como procurador-geral do estado perante o Novo Tribunal, excluindo o Antigo Tribunal, Sharp forneceu-lhe uma medida de legitimidade.
Em 11 de maio de 1825, Sharp foi escolhido para representar o governo Desha nas boas-vindas ao Marquês de Lafayette, um herói da Revolução Americana, em Kentucky. Em um banquete em homenagem a Lafayette três dias depois, Sharp brindou ao convidado de honra: "O povo: a liberdade sempre estará segura em sua guarda sagrada." Logo após este evento, Sharp renunciou ao cargo de procurador-geral, provavelmente porque os defensores do Partido Anti-Relief pensaram que a atuação política dele seria mais útil como membro da Assembleia Geral.
A base aliada do partido Anti-Relief indicaram o ex-senador John J. Crittenden para uma das duas cadeiras atribuídas ao condado de Franklin na Câmara estadual. O Relief Party respondeu com Sharp e Lewis Sanders, um proeminente advogado da área. Durante a campanha fortemente contestada, John U. Waring e Patrick Henry Darby, um especulador de terras, disseram que a vida de Sharp estava em risco se ele ganhasse. Os oponentes reviveram as acusações do filho bastardo de Sharp. Também foi alegado que Sharp alegou que a criança era mulata e disse que tinha um certificado da parteira de Cooke nesse sentido; se Sharp fez essa afirmação pode nunca ser conhecido com certeza. Apesar da polêmica, Sharp obteve o maior número de votos na eleição, vencendo por 69 de um total de 1 600 votos expressos no condado.

## Assassinato e consequências

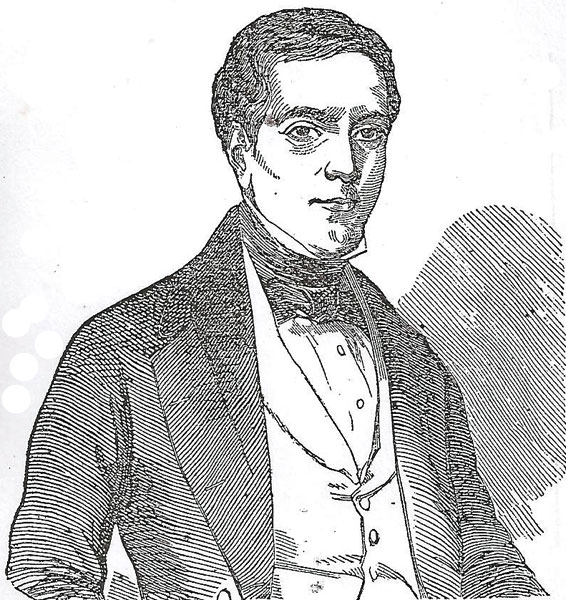
Jereboam O. Beauchamp foi condenado pelo assassinato de Sharp

Nas primeiras horas de 7 de novembro de 1825, dia em que a Assembleia Geral abriria sua sessão, um homem bateu na porta da residência de Sharp. Quando Sharp abriu a porta, o visitante o agarrou com a mão esquerda e usou a direita para esfaqueá-lo no coração com uma adaga envenenada. Sharp morreu por volta das duas horas da manhã. Depois de permanecer no estado no Hall da Câmara dos Representantes, foi enterrado no Cemitério de Frankfort.
Por causa da amargura da campanha e do momento do assassinato, aumentaram as especulações de que Sharp havia sido morto por um membro da facção Anti-Relief. Por algum tempo, correram rumores de que Darby estava implicado em sua morte. O rival político de Sharp, John J. Crittenden, tentou atenuar tais acusações apresentando pessoalmente uma resolução condenando o assassinato e oferecendo uma recompensa de 3 000 dólares pela captura do assassino. Os curadores da cidade de Frankfort adicionaram uma recompensa de 1 000 dólares, e uma recompensa adicional de 2 000 dólares foi levantada de fontes privadas. Na sessão de 1825 da Assembleia Geral, uma medida para separar o condado de Sharp do Condado de Muhlenberg morreu no plenário devido à política tumultuada da sessão.

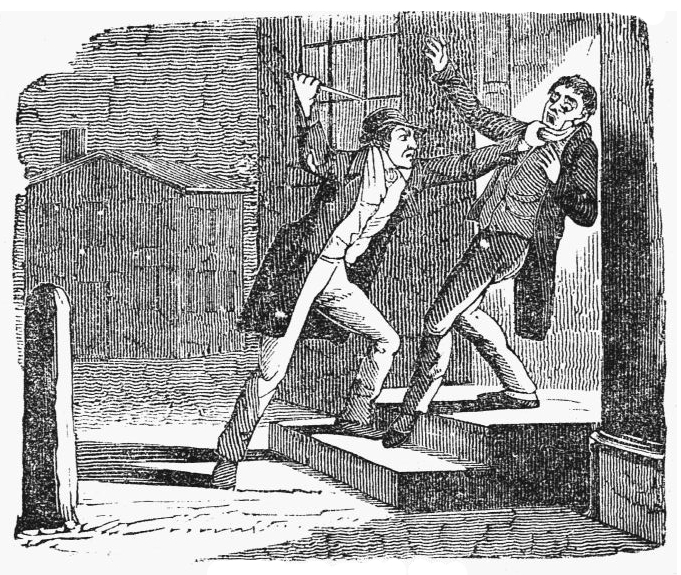
Jereboam O. Beauchamp esfaqueia Sharp; ilustração em The United States Criminal Calendar (1835)

Beauchamp foi julgado e condenado pelo assassinato de Sharp em 19 de maio de 1826. Sua sentença – execução por enforcamento – seria realizado em 16 de junho daquele ano. Beauchamp solicitou a suspensão da sentença para que pudesse escrever uma justificativa de suas ações, isto é, continuou afirmando que tratava-se de uma vingança pela honra de sua esposa. O pedido foi atendido, permitindo que Beauchamp concluísse seu livro, The Confession of Jereboam O. Beauchamp: who was hanged at Frankfort, Ky., on the 7th day of July, 1826, for the murder of Col. Solomon P. Sharp. Após duas tentativas de suicídio com sua esposa, que morreu como resultado do segundo incidente, Beauchamp foi enforcado por seu crime em 7 de julho de 1826. A obra Confession, de Beauchamp, foi publicada em 1826. Algumas edições incluíam The Letters of Ann Cook como um apêndice. Os historiadores contestam se Cooke foi seu autor.
No ano seguinte, o irmão de Sharp, Dr. Leander Sharp, escreveu Vindication of the Character of the Late Col. Solomon P. Sharp para defendê-lo das acusações contidas na confissão de Beauchamp. Em Vindication, o Dr. Sharp retratou o assassinato como um assassinato político: ele nomeou Patrick Darby, um partidário da facção Anti-Relief, como co-conspirador com Beauchamp, um forte Anti-Relief. Darby ameaçou processar Sharp se fosse publicado seu Vindication; e Waring ameaçou matá-lo. Atendendo a essas ameaças, Sharp não publicou seu trabalho; todos os manuscritos existentes permaneceram em sua casa, onde foram descobertos muitos anos depois durante uma reforma.

## Na cultura popular
Os eventos inspiraram inúmeras obras de ficção, drama e história:
- Romance de Charles Fenno Hoffman, Greyslayer.
- O romance de William Gilmore Simms, Beauchamp.
- A peça inacabada de Edgar Allan Poe, Politian.
- A história de JG Dana e RS Thomas, Beauchamp's Trial.
- LF Johnson o incluiu em sua obra Tragedies and Trials.
- 1950, J. Winston Coleman publicou uma história dos eventos.
- 1950, Robert Penn Warren escreveu um romance que era uma "crítica dos valores românticos" em World Enough and Time.
- A peça de Richard Taylor, Three Kentucky Tragedies, foi baseada nisso.
- 1992 John Hawkins criou um drama ao ar livre sobre este assunto, Wounded is the Wounding Heart, produzido em Frankfort, Kentucky.